# Акріш
Акріш (рум. Acriș) — село у повіті Брашов в Румунії. Входить до складу комуни Вама-Бузеулуй.
Село розташоване на відстані 133 км на північ від Бухареста, 29 км на схід від Брашова.

## Населення
За даними перепису населення 2002 року у селі проживали 1122 особи, з них 1121 особа (99,9%) румунів. Рідною мовою 1121 особа (99,9%) назвала румунську.